# Play It Loud (álbum)
Play It Loud es el álbum debut del cantante estadounidense Chris Cagle, lanzado el 24 de octubre de 2000. Contiene los sencillos «My Love Goes On and On», «Laredo», «I Breathe In, I Breathe Out» y «Country by the Grace of God».
El sello Virgin Nashville lanzó el disco en 2000, pero no contó con las pistas «I Breathe In, I Breathe Out» (originalmente grabado por David Kersh en su álbum de 1998, If I Never Stop Loving You) y «Are You Ever Gonna Love Me». Luego de que Virgin cerró su división country, Cagle firmó contrato con su compañía hermana Capitol Nashville al año siguiente. El disco fue reeditado con los temas mencionados temas y una nueva portada. También recibió una certificación de oro por la Recording Industry Association of America.

## Lista de canciones
| N.º | Título                               | Escritor(es)                           | Duración |  |
| 1.  | «My Love Goes On and On»             | Chris Cagle, Don Pfrimmer              | 3:05     |  |
| 2.  | «Laredo»                             | Cagle                                  | 3:51     |  |
| 3.  | «The Safe Side»                      | Anna Lisa Graham, Jeremy Campbell      | 4:47     |  |
| 4.  | «Country by the Grace of God»        | Cagle, Jason M. Greene, Bryan Wayne    | 3:28     |  |
| 5.  | «Ton of Love»                        | Cagle, Greene                          | 4:05     |  |
| 6.  | «Play It Loud»                       | Cagle, Greene                          | 3:04     |  |
| 7.  | «Are You Ever Gonna Love Me»         | Chris Lindsey, Aimee Mayo, Marv Green  | 3:47     |  |
| 8.  | «Who Needs the Whiskey»              | Cagle, Dick Kaiser, Randy Boudreaux    | 3:32     |  |
| 9.  | «The Love Between a Woman and a Man» | Cagle, Kenny Mims                      | 3:52     |  |
| 10. | «Lovin' You Lovin' Me»               | Greene, Cagle, Jerome Earnest          | 3:32     |  |
| 11. | «Rock the Boat»                      | M.C. Potts, Taylor Dunn, John Northrup | 3:04     |  |
| 12. | «I Breathe In, I Breathe Out»        | Cagle, Jon Robbin                      | 4:06     |  |

## Posicionamiento en listas

### Álbum
| Lista (2000)                         | Posición |
| ------------------------------------ | -------- |
| EE. UU. Billboard Top Country Albums | 19       |
| EE. UU. Billboard 200                | 164      |
| EE. UU. Billboard Top Heatseekers    | 3        |

### Sencillos
| Año                                              | Sencillo                      | Posición          | Posición          |
| Año                                              | Sencillo                      | Hot Country Songs | Billboard Hot 100 |
| ------------------------------------------------ | ----------------------------- | ----------------- | ----------------- |
| 2000                                             | «My Love Goes On and On»      | 15                | 76                |
| 2001                                             | «Laredo»                      | 8                 | 60                |
| 2001                                             | «I Breathe In, I Breathe Out» | 1                 | 35                |
| 2002                                             | «Country by the Grace of God» | 33                | —                 |
| "—" denota que no se posicionó en ninguna lista. |                               |                   |                   |

## Certificaciones
| País           | Certificaciones |
| -------------- | --------------- |
| Estados Unidos | Oro             |